# Biessenhofen
Biessenhofen è un comune tedesco di 4 026 abitanti, situato nel land della Baviera.